# Erzgebirge-Saazerland
Die Region Erzgebirge-Saazerland liegt in Nordböhmen und ist eine der sudetendeutschen Heimatlandschaften. Sie besteht aus den ehemaligen österreichischen Bezirken Brüx, Joachimsthal, Kaaden, Komotau, Podersam und Saaz.

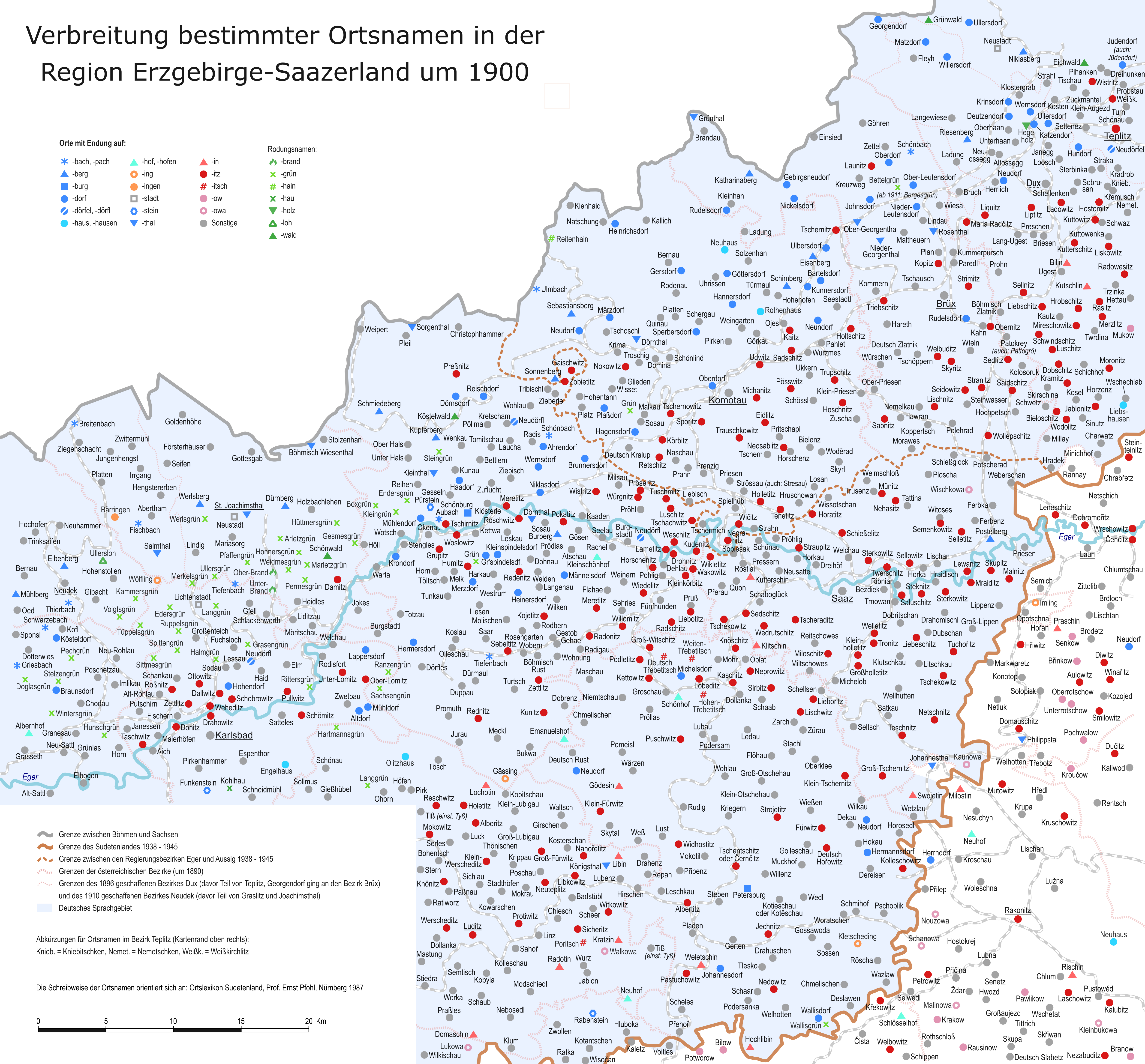
Die Ortsnamen in der Region Erzgebirge-Saazerland um 1900.

## Geographie
Den böhmischen Teil des Erzgebirges bilden die Südabhänge. Die Grenze zu Sachsen und damit zu Deutschland verläuft weitgehend auf dem Gebirgskamm. Die von Fichten und Kiefern bewachsenen Hochebenen sind an einigen Stellen von großen Hochmooren bedeckt.
Das Erzgebirge gehört zu den ältesten Gebirgen Europas und dürfte einmal sehr viel höher gewesen sein. Durch jahrtausendelange Erosion blieben vom einstigen Hochgebirge breit hingelagerte, flache Kammrücken mit ein paar Gipfeln, die sich nur wenig über ihre Umgebung erheben. Die höchsten von ihnen, der Keilberg (1244 m), der bereits in Sachsen liegende Fichtelberg (1215 m) und der Spitzberg (1115 m) bilden dabei ein Dreieck, in deren Mitte Gottesgab liegt, höchstgelegene Stadt von Böhmen.

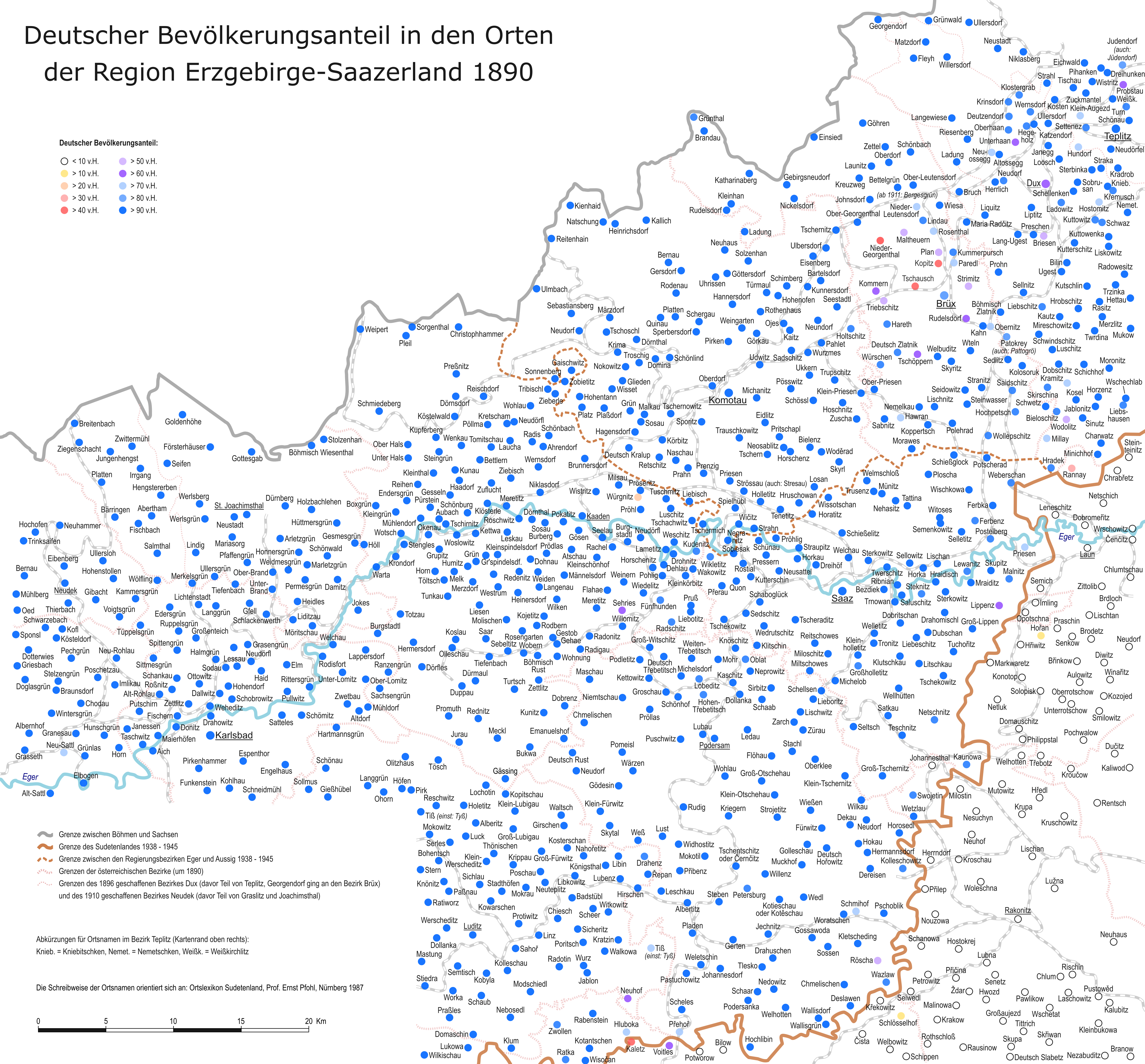
Deutscher Bevölkerungsanteil in den Gemeinden der Region Erzgebirge-Saazerland im Jahr 1890.

Der östliche Teil des Erzgebirgsvorlandes ist ein in der Hauptsache parallel zur langgestreckten Erzgebirgsformation liegendes Becken, das im Tertiär eingebrochen ist. Durchflossen wird es von Eger und Biela. Bei Brüx lag früher der Kommerner See, der jedoch 1834 trockengelegt wurde. Die Ortsnamen Kommern, Seestadtl und Seewiese erinnerten in den folgenden Jahrzehnten noch an diesen großen Wasserspeicher. In einer zeitgenössischen Schilderung hieß es, dass „der See jährlich eine Fläche von mehr als 3.030 Joch bei Hochwasser überschwemmte und durch seine Ausdünstungen die Luft verpestete und Fieber erzeugte“.
Das Saazerland beginnt bei Kaaden, dort wo die Eger die letzten Berge hinter sich lässt und ihre Ufer zu einer breiten Talaue werden, die sich sanft absenkt. Die Eger windet sich hier in vielen Mäandern durch das Becken, dessen Ränder terrassenartig ansteigen, doch kaum vierhundert Meter hoch werden. Solch eine Hügelkette trennt es vom Komotauer Becken im Norden. Im Süden begrenzen es die Duppauer Berge. Nach Osten hin ist das Tal offen zur Elbe.

## Geschichte
Das bis dahin weitgehend unbewohnte Erzgebirge wurde im Hochmittelalter besiedelt. Dabei kam es zu einem deutlichen Ausbau des Straßen- und Wegenetzes. Eine dieser Straßen führt von Karlsbad über den bei Sankt Joachimsthal gelegenen Wiesenthaler Pass bis nach Leipzig. Auf 1083 Metern über dem Meeresspiegel bildet sie den höchstgelegenen Weg über das Erzgebirge.
Die Grenze zwischen Böhmen und Sachsen ist in ihrem Verlauf seit über 450 Jahren fast unverändert und zählt damit zu den ältesten noch bestehenden Grenzen Europas. Erstmals festgelegt wurde der Grenzverlauf im Vertrag von Pirna, den Kaiser Karl IV. und die Markgrafen von Meißen im Jahr 1372 schlossen. Zu letzten Korrekturen kam es durch den Vertrag von Eger (1459) und die Wittenberger Kapitulation (1547).
Ihre Stabilität verdankt die böhmisch-sächsische Grenze vielleicht auch der Tatsache, dass sie im Alltag ihrer Anwohner zu vielen Zeiten keine große Rolle spielte. Bis zur Vertreibung der Sudetendeutschen aus ihrer Heimat 1945/46 besaßen der böhmische und sächsische Teil des Erzgebirges viele kulturelle Gemeinsamkeiten. Über die Grenze hinweg wurde gehandelt.
Rodungen seit der mittelalterlichen deutschen Kolonisierung und die später folgende Blütezeit des Bergbaus haben die dichten Grenzwälder durchgängig gemacht und dem Verkehr erschlossen. Dies schuf die Voraussetzung für Siedlungen sowie für eine karge Landwirtschaft und für vielfältige Gewerbe. Die Bergstädte des Erzgebirges, angelegt nach dem ostdeutschen Kolonialstadtschema mit dem großen Marktplatz und den sich im rechten Winkel schneidenden Straßen, mit einem Grundriss wie auf dem Reißbrett angelegt, gehen fast überall auf Unternehmer und Arbeiter eines Bergwerkes zurück. Zu den Gewerken stießen bald die Männer des Handels und Handwerks. Die Kunde vom Reichtum der Berge an Erzen, das sogenannte „große Geschrei“ oder auch „neue Geschrei“ – es spiegelt sich im Ortsnamen Neugeschrei wider (später nach Weipert eingemeindet) – ging durch die Lande und zog viele Bergleute an; sie kamen hauptsächlich aus Franken und Sachsen. Städte und andere Siedlungen wuchsen und gediehen im 16. Jahrhundert. Ihre Lage richtete sich zumeist nach den Schächten und Arbeitsplätzen, sie entstanden also oft an siedlungsfeindlichen Stellen, die der Ungunst des Klimas ausgesetzt waren.
Besonders die Silbervorkommen waren sehr bedeutend. Zu den großen Silbergruben kam als jüngste das besonders ergiebige St. Joachimsthal hinzu, Eigentum der Grafen Schlick. Hier wurde der Thaler, ursprünglich Joachimsthaler, zuerst geschlagen, der dann als Dollar seinen Siegeszug um die Welt angetreten hat.
Wie in anderen Teilen Böhmens auch, hatten in der Region Erzgebirge-Saazerland viele deutsche Städte unter den Hussitenkriegen schwer zu leiden. Kaaden und Komotau wurden niedergebrannt.
Von einschneidender Bedeutung für die Region war die Besetzung durch tschechoslowakisches Militär im Winter 1918/19 und die Vorenthaltung des Selbstbestimmungsrechts der Völker. Am 4. März 1919 demonstrierten viele Deutsche für ihr Selbstbestimmungsrecht. Den äußeren Anlass boten die Wahlen zum deutschösterreichischen Nationalrat, an denen sich die Sudetendeutschen im Sinne ihrer staatsrechtlichen Erklärung vom Herbst 1918 hätten beteiligen müssen, was ihnen aber von der tschechischen Besatzungsmacht verwehrt wurde. Die sozialdemokratische Partei hatte zum Generalstreik aufgerufen und zeichnete als Veranstalterin der Kundgebungen. Die Hauptredner waren überall Sozialdemokraten. In einigen Orten wurde die tschechische Besatzung nervös, in anderen hatte sie es wohl von Anfang an auf ein bewaffnetes Einschreiten abgesehen. Insgesamt waren 54 Todesopfer in den Sudetenprovinzen zu beklagen, davon alleine 25 in Kaaden (darunter viele Frauen und Kinder).
Durch den zunehmenden Kohlebergbau im Erzgebirgsvorland, wie zum Beispiel dem Brüxer Becken, änderte sich nicht nur das Erscheinungsbild der Landschaft, sondern auch die Zusammensetzung der Bevölkerung. Zwischen 1869 und 1930 hat sich die Bevölkerung dieses Landstrichs verdreifacht. Um 1935 waren 29 v.H. des einst rein deutsch besiedelten Braunkohlebeckens Tschechen. Während die Deutschen in Komotau noch 85,2 v.H. ausmachten, waren es in Brüx nur noch 63,8 v.H. Die nationalen Verhältnisse änderten sich vor allem durch den Zuzug der Industrie- und Bergarbeiter. In deutschen Städten und Dörfern bildeten die Tschechen zunächst Minderheiten, die sich, unterstützt von der Regierung der Ersten Tschechoslowakischen Republik, ständig ausbreiteten. Der ländliche Charakter des Vorlandes ist schließlich einer riesigen Industrielandschaft gewichen.
Bereits während des Zweiten Weltkrieges bereitete die tschechoslowakische Exilregierung die Enteignung und Vertreibung der deutschen Bevölkerung vor – sie war entschlossen, die Aussiedlung der Mehrheit der Deutschen um jeden Preis durchzuführen. Sie verließ sich darauf, dass es mit Hilfe Sowjets sehr schnell gelingen würde, diese Absicht in die Tat umzusetzen und die westlichen Großmächte vor vollendete Tatsachen zu stellen. Das Fehlen zentraler Weisungen und einer klaren Abgrenzung der Kompetenzen zwischen militärischen und zivilen Organen erzeugte ein Wirrwarr von Zuständigkeiten und gab einigen selbst ernannten Rächern die Möglichkeit, sich auszutoben. So kam es vor allem im Mai und Juni 1945 an vielen Orten zu Gewalttaten an entwaffneten und festgenommenen Deutschen, an Personen, die als Nationalsozialisten und Kollaborateure erkannt oder nur als solche bezeichnet wurden. In aller Öffentlichkeit fanden Lynch- und Selbstjustiz sowie Exekutionen statt. Die fast vollständige Vertreibung der Deutschen Bevölkerung fand vor allem in den Jahren 1945 und 1946 statt. Zu den größeren und bekannteren Ausschreitungen im Frühjahr 1945 zählen das Massaker von Postelberg vom 3. bis 7. Juni mit mindestens 763 Todesopfern, die Ereignisse in Komotau am 9. Juni mit 14 bis 16 Toten und dem anschließenden Todesmarsch nach Maltheuern mit über 70 weiteren Toten sowie die Ermordung von 24 Personen in Duppau, ebenfalls im Juni 1945.
Nach dem Zweiten Weltkrieg wurde der Braunkohleabbau derart ausgeweitet, dass ihm sogar der historische Stadtkern der Bezirksstadt Brüx (nun Most genannt) weichen musste: Im Jahr 1964 fasste die tschechoslowakische Regierung den Beschluss zum Abriss der Altstadt, der dann in den Jahren von 1967 bis 1982 erfolgte. Einen Teil der Abbrucharbeiten übernahm ein Filmteam von Metro-Goldwyn-Mayer für die Produktion des Hollywoodfilms Die Brücke von Remagen. Den Kampf um die Innenstadt von Remagen drehte das Filmteam in der Brüxer Altstadt. Filmtechniker legten mithilfe von TNT und Dynamit reihenweise Gebäude in Schutt und Asche, während dazu die Filmsoldaten Krieg spielten.
Die Stadt Duppau wurde nach der Vertreibung der Deutschen dem Verfall preisgegeben. Seit 1955 gehört sie samt Umgebung zum Truppenübungsplatz Hradiště und wurde bis auf die Grundmauern abgetragen.

## Wirtschaft
Als Reichtum des Erzgebirges galt seit jeher der Wald, der in den Niederungen und am Abfall zur Ebene aus Laubhölzern besteht, weiter oben hauptsächlich aus Fichten und Kiefern. Mit der Forst- und Holzarbeit konnten sich viele Menschen ihr Brot verdienen. Hinzu kam der Bergbau, denn das Gebirge war „reich an armen Erzen“, deren Abbau sich trotz geringen Metallgehalts lohnte. Schwierig gestaltete sich die Landwirtschaft, denn der Winter kam früh und dauerte lange. Daher musste fast jede Generation mit mindestens einer großen Hungersnot rechnen.
Mit der Erschöpfung des Bergsegens, für die der Dreißigjährige Krieg, der mancherorts betriebene Raubbau, Wassereinbrüche, die Ansprüche des Staates an den Erträgen kam die Not über viele Menschen. Nur noch Stollenreste, Halden und viele Ortsnamen wiesen auf den einstmals blühenden Bergbau im Erzgebirge hin, der die Landesherrscher reich gemacht und der Bevölkerung ein Auskommen geboten hatte. Doch nur wenige Erzgebirgler suchten anderswo eine neue Existenz, stattdessen bewahrheitete sich das Sprichwort „Not macht erfinderisch“: neue Erwerbszweige wie das Spitzenklöppeln entstanden. Barbara Uttmann, die Frau eines reichen Annaberger Bergherrn, führte es im Erzgebirge ein. Von Annaberg aus verbreitete es sich im ganzen Erzgebirge. Eigene Klöppelschulen entstanden, in denen die Mädchen schon im schulpflichtigen Alter unterwiesen wurden. Das Klöppeln warf allerdings letztendlich nur einen geringen Verdienst ab; infolge des Wettbewerbs maschineller Techniken wurde es in neuerer Zeit nur noch von wenigen Frauen gepflegt. Vor dem Zweiten Weltkrieg sollen im Erzgebirge noch um die 20.000 Frauen und Mädchen als Spitzenklöpplerinnen beschäftigt gewesen sein. Erzeugnisse der Heimarbeit waren vor allem Holzwaren, umsponnene Knöpfe, Stickereien, Quasten, Schnüre, Web-, Wirk- und Strickwaren. Ferner betrieb man Handschuhnäherei. An Industriestandorten war das Erzgebirge nicht sonderlich reich, doch gab es bedingt durch den Holzreichtum Sägemühlen, Holzschleifereien, Korbflechtereien und papiererzeugende Unternehmen. An manchen Orten wie in Görkau herrschte die Textilindustrie vor. Auch andere kleinere Industrien entstanden nach und nach: Vom Spielzeugschnitzen zum Instrumentenbau, oder vom Zinngießen zum Nägel- und Nadelmachen. Das Schwergewicht lag dabei auf Exportartikeln. Es war Aufgabe der Unternehmer, Neues, besonders aber das zu finden, was sich gut verkaufen ließ.
Das Becken im Erzgebirgsvorland war ursprünglich durchwegs deutsches Bauernland. Durch den Abbau der hier teilweise nur wenige Meter unter der Erdoberfläche lagernden größten Braunkohlevorkommen Europas im Tagebauverfahren, der schließlich großwirtschaftliche Bedeutung erlangte, wurde jedoch mehr und mehr wertvoller Ackerboden vernichtet. Wichtige Eisenbahnlinien, die parallel zum Hauptzug des Erzgebirges verlaufen und die Kohle auf dem Landwege befördern, vor allem zu den großen Elbe-Umschlaghäfen, haben viel zum wirtschaftlichen Wachstum und zur Industrialisierung dieses Teils der Region Erzgebirge-Saazerland beigetragen.
Das Saazer Land weist ergiebige Böden und ein mildes Klima auf, wodurch es zum fruchtbarsten Gebiet Westböhmens wurde. Hier wuchsen Weizen und Zuckerrüben und gediehen die edleren Obstsorten. Gemüse konnte im Feldbau gezogen werden und Saazer Gurken waren weithin bekannt. Vor allem zogen sich um Podersam, Saaz und Postelberg Hopfengärten hin, sie waren das Wahrzeichen des Saazer Landes. Sein Anbau lohnte sich, weil man keine große Flächen benötigte, um lohnende Erträge zu erzielen. Die Hopfenpflücker kamen aus den angrenzenden Gebieten, aus dem Kaiserwald und dem Tepler Hochland, vom Erzgebirge herunter und aus der Duppauer Gegend. Hopfen pflücken war zwar keine leichte Arbeit, wurde aber gut bezahlt. Wie die Hopfenpflücker kamen viele Hopfenhändler von weither. Besonders aus den kleinen Städten und Dörfern im Kaiserwald. Sie kauften den Hopfen auf den Märkten in Saaz, Podersam und Postelberg und verfrachteten sie mit eigenen schweren Fuhrwerken. Ihre Fuhrleute fuhren nach Eger, Pilsen und Budweis, aber auch nach Österreich, Bayern und darüber hinaus. Mit dem Bau der Eisenbahn änderte sich alles. Dabei hatte Saaz Glück, sich rasch zu einem wichtigen Knotenpunkt zu entwickeln, von dem aus Aussig und Komotau ebenso gut zu erreichen waren wie Prag, Pilsen, Eger und Karlsbad. Dies bedeute jedoch das Ende des Zwischenhandels. Denn nun schickten die großen Brauereien ihre Aufkäufer unmittelbar nach Saaz und verfrachteten den Hopfen mit der Bahn. Weil Saazer Hopfen zu den besten Hopfensorten der Welt gehört und entsprechend begehrt war, wurde die Anbaufläche ständig vergrößert, bis das Saazer Land zu den größten Hopfenanbaugebieten Europas zählte.

## Brauchtum
Wie keine andere Region weltweit wird das Erzgebirge mit der Advents- und Weihnachtszeit in Verbindung gebracht. Die Gründe dafür liegen in der jahrhundertealten Bergbautradition des Gebietes. In den Gruben des Erzgebirges gingen die Bergleute einer äußerst gefährlichen Arbeit nach. Die beständige Lebensgefahr ließ viele von ihnen besonders fromm werden. Große Verehrung genoss die hl. Barbara, Schutzpatronin der Bergarbeiter. Ihr Namenstag, der 4. Dezember, wurde zu einem bedeutenden Feiertag des Erzgebirges. Bis heute finden die traditionellen erzgebirgischen Bergparaden stets im Advent statt. Die Lichtsymbolik dieser Zeit hatte für die Bergleute, die oft während des gesamten Winterhalbjahres kein Tageslicht sahen, ganz besondere Bedeutung. Das Weihnachtsfest markierte für sie zugleich die Wintersonnenwende und damit die Rückkehr des Lichtes. Entsprechend feierlich wurde die „Mettenschicht“, die letzte Arbeitsschicht am Heiligen Abend, begangen: An den verkürzten Arbeitstag schlossen sich ein gemeinsames Festessen und der Besuch der Christmette an. Auch die weltberühmte erzgebirgische Volkskunst steht in Verbindung zum Bergbau, der starken konjunkturellen Schwankungen unterworfen war. Wann immer die Erträge aus der Erzförderung zurückgingen, waren die im Bergbau Beschäftigten auf einen Zusatzverdienst angewiesen. Diesen fanden sie häufig im Spitzenklöppeln und der Kunstschnitzerei – Tätigkeiten, die bevorzugt im Winter ausgeübt wurden, wenn keine landwirtschaftlichen Arbeiten anstanden. Die künstlerischen Erzeugnisse des Erzgebirges wurden so für ihre weihnachtlichen Motive bekannt.
Alles, was man bergmännisches Brauchtum nennen kann, war stark zunftgebunden. Es regelte nicht nur das Jahr und seine Feste, sondern schuf auch – und das eigentlich viel stärker – viele berufliche Grundlagen und musste daher zwangsläufig abgebaut werden, als der Bergbau aufhörte. Was sich erhalten hat, war vielfach nur noch Erinnerung an eine große Zeit. Für Generationen regierte die nackte Not in den Dörfern und Städtchen des Erzgebirges. Not lehrt zwar beten, gibt aber nur selten Anlass zu Spiel und Tanz. Wer Tag für Tag hart arbeiten muss, um das Nötigste zum Leben zu schaffen, hat wenig Sinn und noch weniger Zeit für die Pflege alten oder die Schaffung neuen Brauchtums. Dennoch sang und klang es im Erzgebirge. Viele dort entstandene Lieder sind Volkslieder geworden.

## Persönlichkeiten

### Bis 1800
- Nikolaus von Kaaden (1350–1420), Uhrmacher und Mechanikus
- Petrus Niger alias Peter Schwartz (1434–≈1481/84), Theologe, Hochschullehrer und Autor
- Matthäus Aurogallus (1490–1543), Historiker, Sprachwissenschaftler und Hebraist
- Hans Dernschwam (1494–1568), Fugger-Kaufmann
- Wenzel Pantaleon Kirwitzer (1588–1626), Astronom und Jesuiten-Missionar in Goa und Macau
- Wilhelm Nigrinus, auch: Schwartze (1588–1638), Ethnologe
- Paul Felgenhauer (1593–1677), Kontroverstheologe und Chiliast der Barockzeit
- Andreas Hammerschmidt (1610/11–1675), Komponist und Organist
- Johann Jacob von Weingarten (1629–1701), Jurist
- Johann Karl Vetter (≈1680–1742), Bildhauer
- Johann Christoph Kosch (1698–1778), Baumeister und Architekt
- Franz Kermer (um 1710–1786), böhmischer Baumeister
- Johann Wenzel Kosch (1718–1798), Baumeister und Architekt
- Anton Laube (1718–1784), Komponist und Kirchenmusiker
- Joseph Wenzel Peithner von Lichtenfels (1725–1807), böhmischer Gubernialbergrat, Bergwerksinspektor und Oberamtsverwalter
- Johann Thaddäus Anton Peithner von Lichtenfels (1727–1792), böhmischer Montanwissenschaftler
- Florian Leopold Gassmann (1729–1774), österreichischer Komponist
- Nikolaus Adaukt Voigt (1733–1787), Aufklärer und Geschichtsforscher
- Karel Rafael Ungar (1744–1807), Priester und Literaturhistoriker
- Franz Josef von Gerstner (1756–1832), deutsch-böhmischer Mathematiker und Physiker
- Karl Huß (1761–1836), Scharfrichter, Heilkundiger und Sammler
- Franz Gläser (1798–1861), Komponist und Hofkapellmeister in Wien, Berlin und Kopenhagen, Freund von Ludwig van Beethoven

### 19. Jahrhundert

#### 1801 bis 1875
- Anna Kraus-Wranitzky (1801–1851), österreichische Opernsängerin
- Karl Bernth (1802–1879), Dichter und Jurist
- Gallus von Hochberger (1803–1901), österreichischer Mediziner und Hofrat
- Emil Franz Rössler (1815–1863), böhmisch-deutscher Rechtshistoriker, Bibliothekar und Mitglied der Frankfurter Nationalversammlung
- Theodor Hassmann (1825–1894), Bürgermeister und Landtagsabgeordneter von Saaz
- Eduard Lill (1830–1900), Offizier und Ingenieur
- Václav Karel Bedřich Zenger (1830–1908), tschechischer Physiker, Meteorologe, Professor und Rektor der Tschechischen Technischen Universität in Prag
- Karl Edler von Pohnert (1832–1911), Bürgermeister der Stadt Brüx, Landtagsabgeordneter und kaiserlicher Rat
- Ludwig Schlesinger (1838–1899), Historiker und Politiker
- Emil Guntermann (1839–1918), Rechtsanwalt in Brüx und Görkau, Abgeordneter im Böhmischen Landtag
- Raimund Stillfried von Rathenitz (1839–1911), österreichischer Offizier, Maler und Fotograf
- Josef Turnwald (1845–1929), Politiker und Schriftsteller
- Ferdinand Mannlicher (1848–1904), Erfinder und Konstrukteur
- Max Grünert (1849–1929), Literaturwissenschaftler und Orientalist
- Karl Fanta (1851–1937), österreichischer General, 1905 Feldmarschalleutnant, 1909 Militärkommandant in Zara und 1910 in Ragusa, Feldzeugmeister
- Franz Max Broudre (1852–1907), Rechtsanwalt, Stadtratsmitglied, stellvertretender Bürgermeister, Sparkassendirektor und Bezirksobmann (Kommunalpolitiker)
- Franz Bayer (1853–1930), Augenarzt und Kommunalpolitiker
- Ferdinand Johann Gorup Freiherr von Besánez (1855–1928), Polizeijurist und Polizeipräsident von Wien
- Gabriel Anton (1858–1933), Neurologe und Psychiater
- Carl Kriegelstein von Sternfeld (1860–1920), Rechtsanwalt, Politiker und Mitglied des böhmischen Landtags
- Franz Höfer von Feldsturm (1861–1918), Feldmarschalleutnant der österreich-ungarischen Monarchie
- Emil Uhl (1864–1945), Orientmaler
- Josef Brechensbauer (1867–1945), sudetendeutscher Pädagoge und Heimatforscher
- Ludwig Knapp (1868–1925), österreichischer Gynäkologe
- Rudolf Schrey (1869–1952), deutscher Kunsthistoriker und Kunsthändler
- Josef Pilz (1870–1941), Lehrer und Schuldirektor, Archivar, Heimatforscher und Ehrenbürger der Stadt Neudek
- Anton Witek (1872–1933), tschechisch-deutscher Violinist, Konzertmeister und Musikpädagoge
- Anton Gnirs (1873–1933), Archäologe, Prähistoriker und Denkmalpfleger

#### 1876 bis 1900
- Anton Hermann Fassl (1876–1922), böhmischer Entomologe, Forschungsreisender und Insektenhändler
- Anton Günther (1876–1937), Dichter und Sänger des Erzgebirges, zu dessen 60. Geburtstag 1936 ein Denkmal errichtet wurde
- Otto Th. W. Stein (1877–1958), Zeichner und Maler
- Wilhelm Wostry (1877–1951), Historiker
- Rudolf Ritter (1878–1966), Opernsänger und Gesangspädagoge
- Franz Dörfel (1879–1959), österreichischer Wirtschaftswissenschaftler
- Wenzel Hablik (1881–1934), Maler, Graphiker und Kunsthandwerker
- Leo Baerwald (1883–1970), Rabbiner
- Vinzenz Berger (1883–1974), deutscher Gartenamtsleiter und Pflanzenzüchter
- Karl Stanka (1883–1947), Maler, Zeichner, Chronist
- Eugen Leo Lederer (1884–1947), deutscher Chemiker
- Franz Sättler (1884–≈1942), Okkultist und Alchemist
- Karl Lehrmann (1887–1957), Architekt und Hochschullehrer
- Franz Seyfferth (1891–?), deutscher Landrat
- Karel Opočenský (1892–1975), Schachmeister
- Josef Walter (1893–1966), deutscher Politiker, Mitglied des Hessischen Landtags
- Jirmejahu Oskar Neumann (1894–1981), tschechoslowakisch-israelischer Journalist und Schriftsteller
- Alois Ott (1894–1968), sudetendeutscher Lehrer, Kommunalpolitiker und Heimatforscher
- Heinrich Feiler (1895–1969), deutscher Jurist und Landrat
- Rudolf Zischka (1895–1980), Politiker
- Fritz Loose (1897–1982), deutscher Flugpionier
- Oscar Klement (1897–1980), deutscher Lichenologe
- Robert Lindenbaum (1898–1979), sudetendeutscher Schriftsteller
- Elisabeth Bamberger (1889–1971), deutsche Unternehmerin und Pazifistin
- Christian Ludwig Martin (1890–1967), österreichischer Radierer, Buchillustrator und Holzschneider
- Otto Stein (1893–1942), Indologe und Althistoriker
- Rudolf Quoika (1897–1972), Musikwissenschaftler
- Johann Czapka (1899–1945), deutscher Jurist, Rechtsanwalt und Landrat
- Ernst Fischer (1899–1972), österreichischer Schriftsteller und Politiker (KPÖ), Bildungsminister
- Julius Gellner (1899–1983), Regisseur, war von 1924 bis 1933 Oberspielleiter und stellvertretender Direktor der Münchner Kammerspiele im Schauspielhaus
- Hans Goldmann (1899–1991), österreichisch-schweizerischer Ophthalmologe und Erfinder
- Franz Nemetz (1899–1960), sudetendeutscher Politiker
- Gustav Hacker (1900–1979), deutschböhmischer Landwirt und Politiker

### 20. Jahrhundert

#### 1901 bis 1925
- Franz Laufke (1901–1984), Zivilrechtler in Prag
- Adolf Strauss (1902–1944), Komponist
- Alfred Rößler (1903–1989)deutscher Mathematiker und Hochschullehrer
- Karl Viererbl (1903–1945), deutscher Journalist und Politiker
- Karl Souradny (1904–1973), Architekt, der in der DDR durch seine Mitarbeit bei der Stalinallee und seine Sportbauten Bedeutung erlangte
- Walter Kochner (1905–1971), Sänger, Regisseur und Schauspieler
- Hanns Blaschek (1907–1989), deutscher Verwaltungsbeamter und Maler
- Maria Treben (1907–1991), Alternativmedizinerin
- Erwin Günther (1909–1974), erzgebirgischer Mundartsprecher
- Friedrich Herneck (1909–1993), deutscher Wissenschaftshistoriker
- Irma Rosenberg (1909–2000), deutsche Schauspielerin und politische Aktivistin der Deutschen sozialdemokratischen Arbeiterpartei in der Tschechoslowakischen Republik
- Karel Reiner (1910–1979), Komponist
- Gerhard Schindler (1910–1979), deutscher Meteorologe und Geophysiker
- Erich Heller (1911–1990), britischer Essayist
- Wolfgang Späte (1911–1997), Testpilot, Träger des Eisernen Kreuzes mit Eichenlaub
- Gustav Tschech-Löffler (1912–1986), Bildhauer
- Erich Wagner (1912–1959), deutsch-österreichischer SS-Sturmbannführer und Lagerarzt im KZ Buchenwald
- Gisela Petschner (1913–2007), Malerin und Grafikerin
- Ludwig Wollenheit (* 1915), deutscher Maler und Zeichner
- Hans Mayer-Foreyt (1916–1981), deutscher Maler und Grafiker
- Josef Borst (1917–1985), Politiker (KPTsch/SED)
- Oldřich Stránský (1921–2014), tschechischer Überlebender des Holocausts
- Ica Vilander (1921–2013), deutsche Fotografin
- Ernst Hassler (1922–2003), deutscher Schriftsteller
- Günther Sterba (1922–2021), deutscher Zoologe
- Edith Dittrich (1923–2000), Kunsthistorikerin, Archäologin und Sinologin
- Peter Eduard Glaser (1923–2014), amerikanischer Wissenschaftler und Raumfahrt-Ingenieur
- Karl Otto Zimmer (1923–2004), Richter am deutschen Bundessozialgericht
- Hanns Gorschenek (1924–2006), deutscher Rundfunkjournalist
- Ernst Eichler (1925–2005), deutscher Eishockeyspieler und Vizepräsident des Deutschen Eishockey-Bundes
- Walter Womacka (1925–2010), deutscher Maler und Grafiker

#### 1926 bis 1946
- Heini Halberstam (1926–2014), britischer Mathematiker
- Werner Karwath (1927–2019), deutscher Arzt und Politiker
- Ewald Roscher (1927–2002), Skispringer und Bundestrainer der Skispringer
- Wolfgang Kaunzner (1928–2017), Mathematikhistoriker
- Judita Čeřovská (1929–2001), Pop- und Chansonsängerin
- Walter Krüttner (1929–1998), Filmemacher, Drehbuchautor und mit seiner Firma Cineropa-Filmproduktion Produzent
- Helmuth Nürnberger (1930–2017), deutscher Germanist
- Franz Emanuel Weinert (1930–2001), deutscher Psychologe
- Kurt Enz (1931–2004), deutscher Ingenieur, Filmtechniker und Fachpublizist
- Edwin Kratschmer (* 1931), deutscher Schriftsteller und Literaturwissenschaftler
- Ruth Maria Kubitschek (1931–2024), deutsch-schweizerische Schauspielerin
- Josef Masopust (1931–2015), Fußballspieler
- Tomáš Frejka (1932–2022), Bevölkerungswissenschaftler
- Horst Löb (1932–2016), deutscher Physiker
- Jaroslav Tetiva (1932–2021), tschechoslowakischer Basketballspieler
- Werner Nachtigall (1934–2024), Zoologe und Biologe
- Dana Němcová (1934–2023), Psychologin und Politikerin
- Arthur Schröder (* 1936), Tennisspieler und -trainer
- Ferdinand Eisenberger (1937–2009), deutscher Urologe
- Ingemar König (* 1938), Althistoriker
- Reiner Künzl (* 1938), Tierarzt, als Sanitätsoffizier Veterinär bei der Bundeswehr
- Edgar Marsch (* 1938), deutsch-schweizerischer Germanist und Literaturwissenschaftler
- Horst Schulz (* 1938), deutscher Politiker
- Horst Schuldes (1939–2015), deutscher Eishockeyspieler
- Baldur Kirchner (1939–2023), deutscher Seminarleiter für Rhetorik, Dialektik und Ethik sowie Honorarprofessor für Unternehmensethik
- Franz Zeithammer (1939–2019), Messe-, Tourismus- und Kulturmanager
- Helmut Herles (* 1940), deutscher Journalist und Publizist
- Rainer Holbe (1940–2025), deutscher Fernsehmoderator und Autor
- Helmut Müller (1940–2023), deutscher Landwirt und Politiker (CDU), Mitglied des Sächsischen Landtages
- Wolfgang Vater (* 1940), Pädagoge, Schulrat, Fach- und Romanautor
- Peter Dietl (1941–1999), Politiker (SED/Linke Liste-PDS), war Mitglied des Thüringer Landtags in der 1. Wahlperiode 1990–1994 und 2. Wahlperiode 1994–1999 und stellvertretender Fraktionsvorsitzender
- Manfred Kupferschmied (* 1941), deutscher Fußballspieler und -trainer
- Ernst Schneider (1941–2003), Richter am deutschen Bundesgerichtshof
- Walter Cikan (1944–2025), Musikproduzent und Musiktherapeut
- Kai Ehlers (1944–2025), deutscher Journalist, Publizist, Schriftsteller, Forscher und Organisator
- Andreas Kalckhoff (1944–2022), Historiker und Publizist
- Uschi Nerke (* 1944), deutsche Architektin und Fernsehmoderatorin (u. a. Beat-Club)
- Sigrun Paas (* 1944), Kunsthistorikerin
- Harald Rauchfuß (* 1945), Dichterarzt
- Peter Drescher (1946–2021), deutscher Schriftsteller